# Víctor Torres i Perenya
Víctor Torres i Perenya   (Lleida, 19 de gener de 1915 - Lleida, 19 de juny de 2011) fou un polític català. Era fill del metge i polític Humbert Torres (1879-1955), germà del poeta Màrius Torres (1910-1942) i nebot de l'advocat i polític Alfred Perenya (1882-1930).

## Biografia
Fou membre de la Joventut Republicana de Lleida, fundada pel seu pare el 1915, i milità a Esquerra Republicana de Catalunya (ERC) des de la seva fundació el 1931. Va estudiar Dret a la Universitat de Barcelona, on s'afilià a la Federació Nacional d'Estudiants de Catalunya. Va lluitar a la Guerra Civil espanyola dins la Columna Macià-Companys, incorporada després dins la 30a Divisió de l'Exèrcit Popular Republicà, on fou comissari polític d'ERC de la 131a Brigada Mixta primer i de la 146a Brigada Mixta posteriorment. Durant la retirada de l'ofensiva de Catalunya va passar la frontera i es va haver d'exiliar a França el 1939. A l'altra banda de la frontera i després de ser reclòs en el camp de concentració de Sant Cebrià, amb la seva família va viure a Oceja, Lió i, finalment, a Montpeller, on es van instal·lar a la Résidence des Intellectuels Catalans, va conèixer el 1941 la que es convertiria en la seva dona i mare dels seus tres fills, Raymondé Sallé, i es diplomà en civilització francesa a la seva universitat.
A l'exili fou Secretari General de la Presidència de la Generalitat de Catalunya a l'exili durant el mandat de Josep Irla (1948-1954) i, més tard, col·laborà extraoficialment amb el president Josep Tarradellas.
El 1976 va tornar a Catalunya i es reincorporà a la direcció d'ERC. Va ser vocal de la comissió mixta de traspassos Generalitat-Estat el 1977. A les eleccions al Parlament de Catalunya de 1980 i de 1984 fou elegit diputat per al Parlament de Catalunya, on fou designat com a senador el 1980 i el 1982, on fou vocal de la comissió de Defensa.
Va ser membre de l'Ateneu Popular de Ponent, d'Òmnium Cultural, del Centre Comarcal Lleidatà i de l'Agrupació Sardanista de Lleida. També va ser conseller general de la Caixa d'Estalvis de Catalunya. El 2000 va rebre la Creu de Sant Jordi i la Medalla d'Or de la Ciutat de Lleida l'any següent. L'any 2010, la Diputació de Lleida va produir el documental Víctor Torres i Perenya. La grandesa d'un home, dirigit per Gabriel Pena.